# Дорнбірн
До́рнбірн (нім. Dornbirn) — місто в федеральній землі Форарльберг, Австрія. Це адміністративний центр округу Дорнбірн. 
Дорнбірн — найбільше місто Форарльберга і десяте за величиною місто Австрії. Важливий комерційний і торговий центр країни.

## Географія
Місто розташоване в долині верхнього Рейну в безпосередній близкості до кордонів Німеччини, Швейцарії та Ліхтенштейну. Дорнбірн розташований на висоті 437 метрів над рівнем моря, біля підніжжя гори Каррен, частини гірського масиву на краю Східних Альп. Річка Дорнбірнер-Ах протікає через місто, а потім впадає Боденське озеро.

### Муніципальна структура

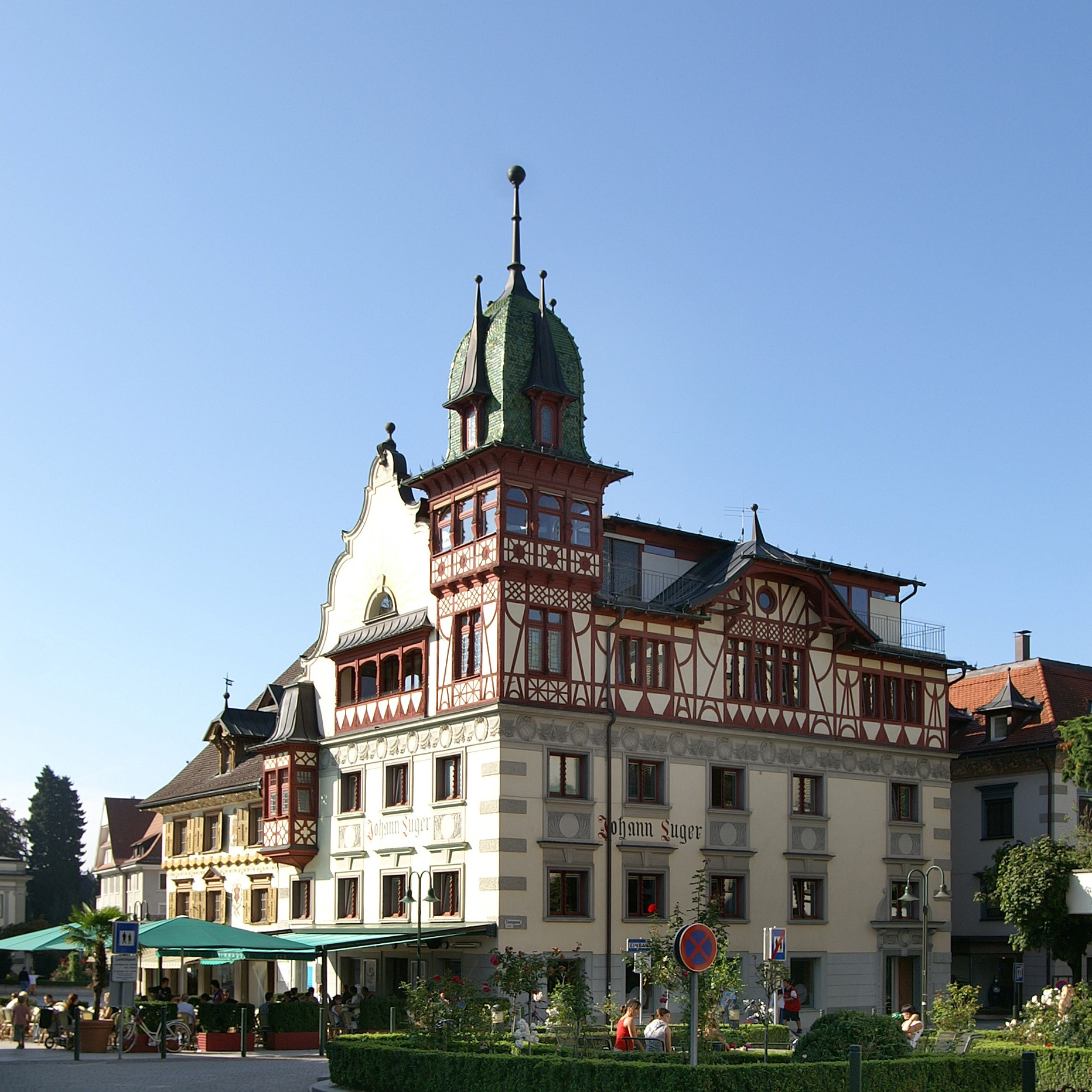
Ринкова площа Дорнбірна

Колись Дорнбірн складався лише з чотирьох кварталів або районів: Маркт, Хатлердорф, Обердорф і Газельштауден. До 20-го століття було сформовано два нових райони на заході: Рорбах (колишня частина Маркту) і Шорен (колишня частина Хатлердорфа), таким чином загальна кількість округів досягла шести.

### Сусідні муніципалітети
Саме місто Дорнбірн становить майже 70% території округу Дорнбірн і межує з численними іншими муніципалітетами: Гоенемс і Лустенау, 15 муніципалітетами округу Брегенц: (Лаутерах, Вольфурт, Шварцах, Більдштайн, Альбершвенде, Шварценберг, Ройте, Меллау, Дамюльс) і чотири райони Фельдкірх: (Латернс, Цвішенвассер, Вікторсберг, Фраксерн).

## Історія
Найдавніші свідчення присутності людини в районі Дорнбірна датуються епохою мезоліту.
Перша згадка про місто датована 895 роком, під назвою Торінпуріон, що в перекладі означало поселення Торо. Сучасна назва міста, за однією з версій, походить від слова Birnen (груша).
З кінця XII століття Дорнбірн належав графам Монфор, а з 1380 року увійшов у склад монархії Габсбургів.

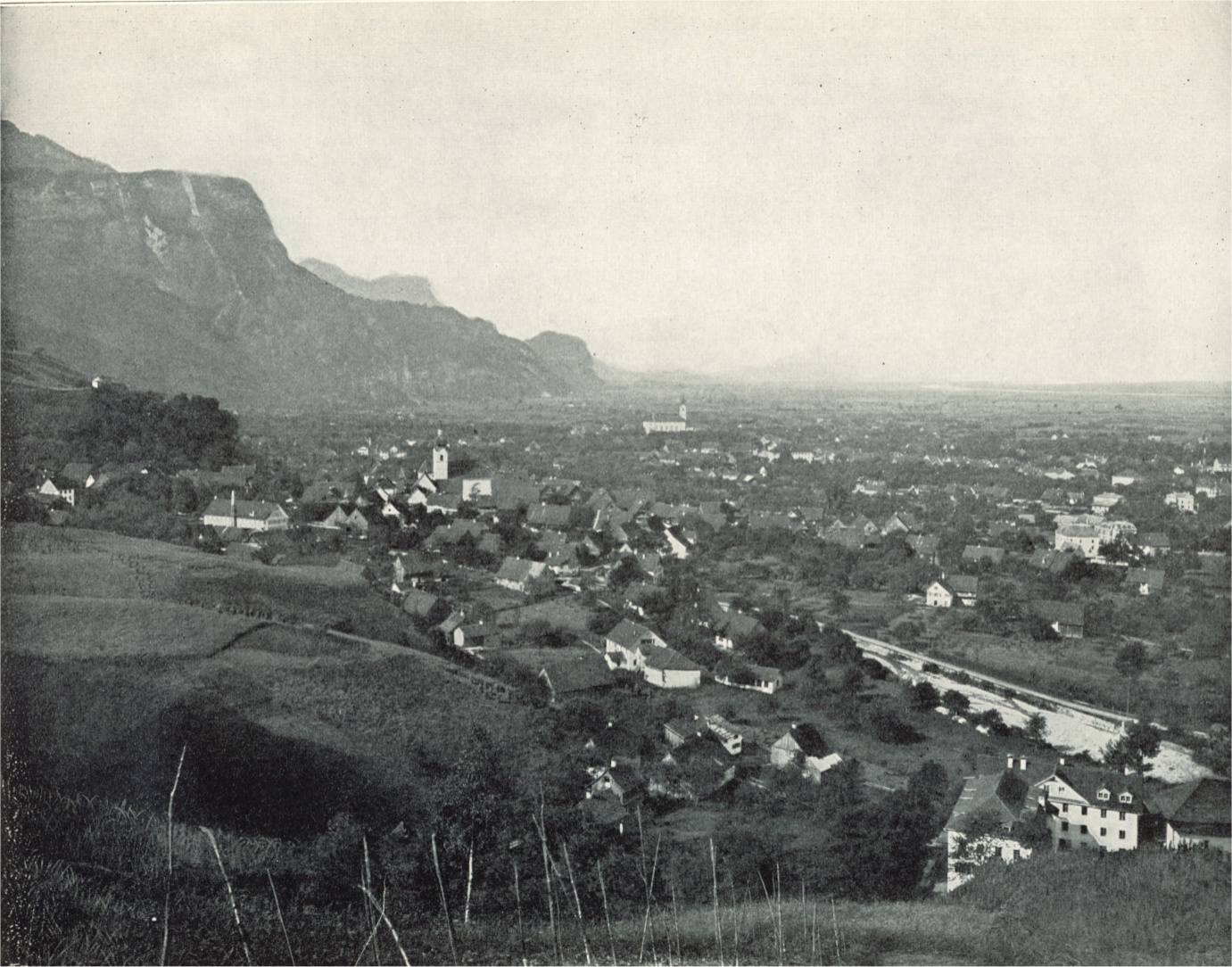
Дорнбірн, 1890-х

Упродовж століть Дорнбірн не мав статусу міста, залишаючись найбільшим селом в Австрії. В 1901 році Дорнбірн нарешті отримав статус міста.

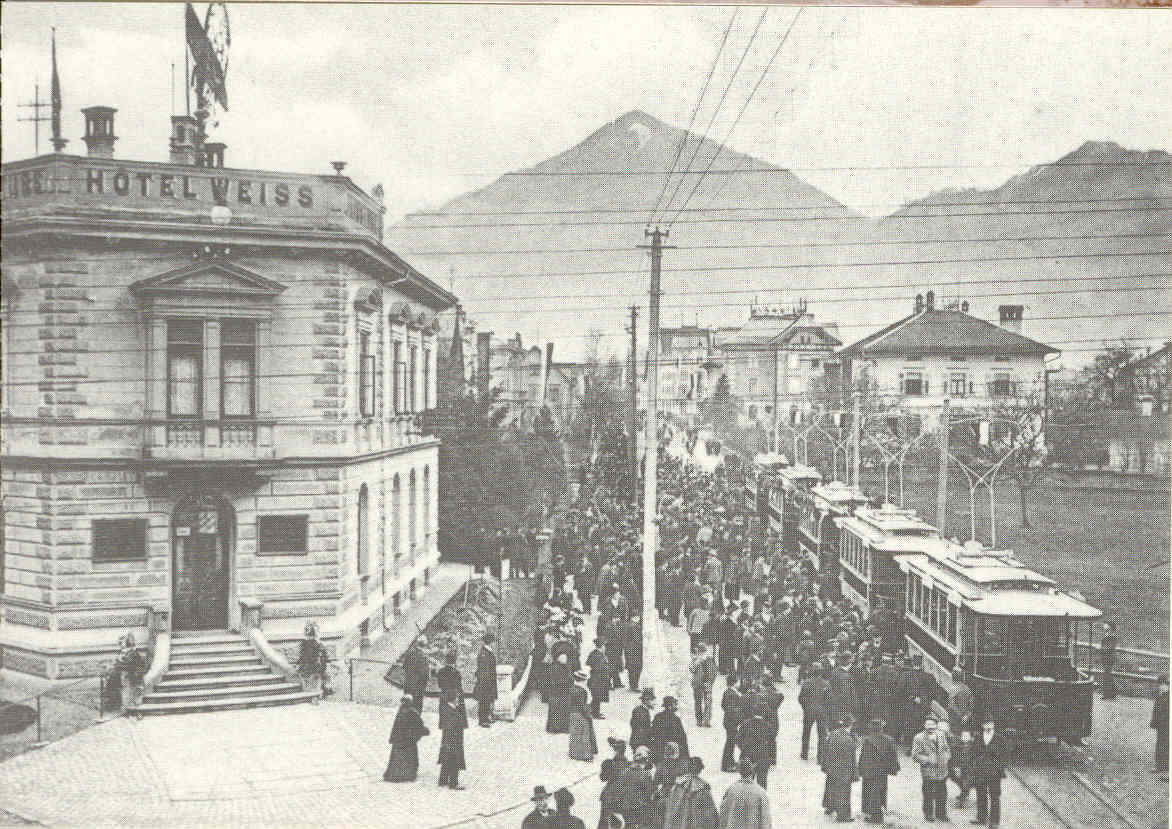
Дорнбірн, 30 листопада 1902 року

Під час Першої світової війни 596 жителів міста загинули військовослужбовцями на війні.
1932 року гірське село Ебніт було приєднано до міста.
12 березня 1938 року, після зречення напередодні канцлера Курта Шушніга, війська німецького вермахту увійшли до Дорнбірна і завершили «анексію Австрії».
Під час Другої світової війни загалом 5789 чоловіків з Дорнбірна проходили військову службу, з яких 709 загинули. Інші джерела говорять про 837 або понад 1000 убитих і зниклих безвісти, що відповідало б приблизно 5,8% постійного населення в 1939 році. 2 травня 1945 року місто майже без бою було взято 1-ю французькою армією.
У 1969 році Дорнбірн став резиденцією нової адміністративної влади району Дорнбірн.
2001 року Дорнбірн відзначив 100-річчя статусу міста. З метою покращення транспортної інфраструктури в 2008 та 2009 роках було капітально відремонтовано та оновлено головну транспортну артерію центру міста. 5 лютого 2020 року офіційно оголошено, що в місті проживає понад 50 000 жителів.
Зі 2022 року, після Російського вторгнення в Україну, влада міста Дорнбірн та мешканці з розумінням ставались до ситуації, в якій опинились українці та надавала допомогу, підтримку українським біженцям.

## Економіка

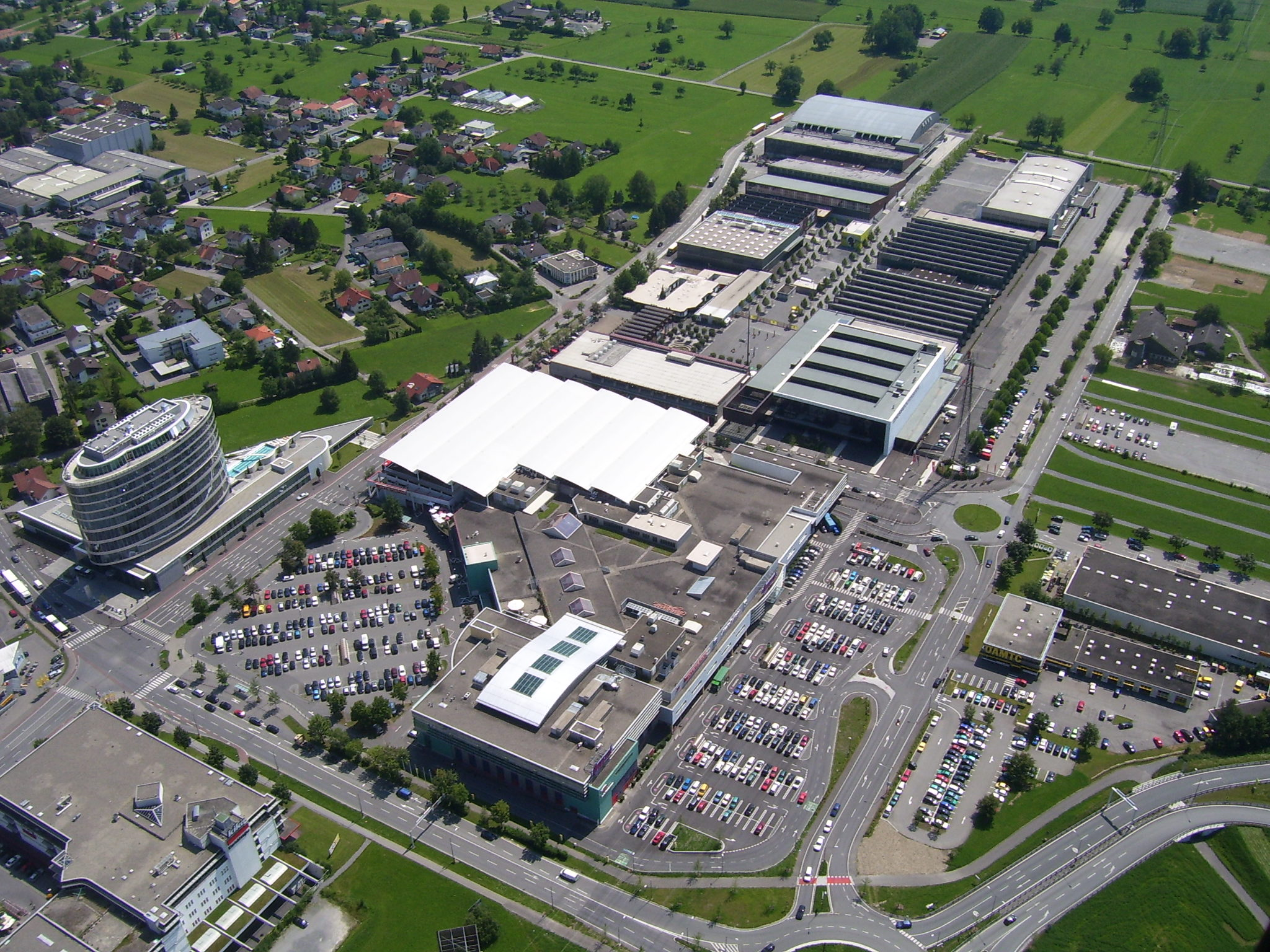
Мессепарк

Регіональна студія Форарльберга ORF (Австрійська радіомовна корпорація) знаходиться в Дорнбірні.
Zumtobel Group — це компанія ATX, одна з багатьох фірм, розташованих у Дорнбірні. Раніше місто було великим центром текстильної промисловості, яка зазнала серйозного занепаду, починаючи з 1980-х років.
Mohrenbrauerei August Huber є найстарішою пивоварнею Форарльберга та лідером ринку гастрономії та роздрібної торгівлі.

## Визначні пам'ятки
- Ратуша

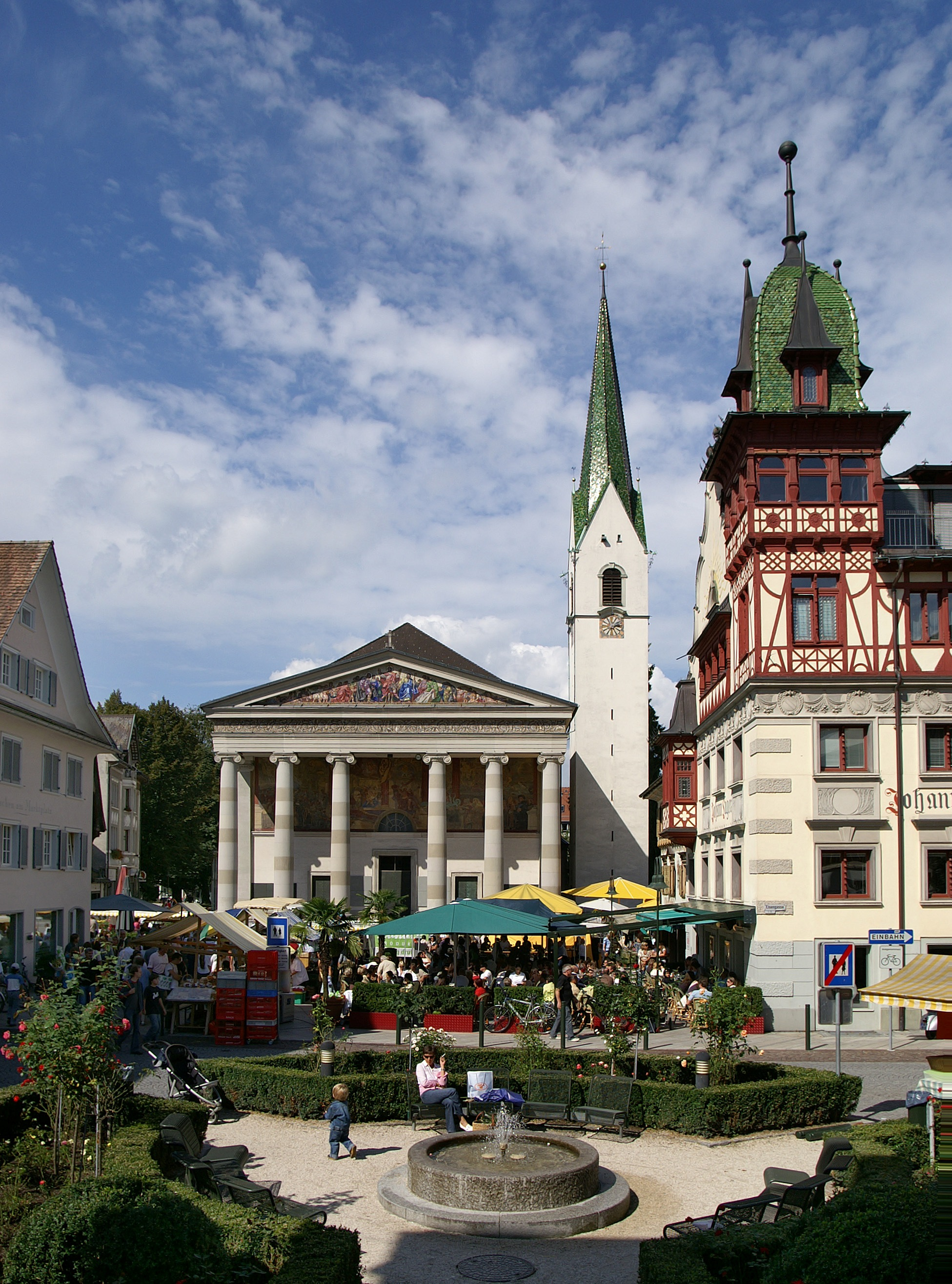
Площа Марктплац

- Парафіяльна церква Санкт-Мартін. Побудована у стилі класицизм у 1840 році на місці більш старої церкви поряд із старовинною готичною дзвіницею (1493).
- Червоний будинок. Найстаріша будівля міста (збудована у 1639 році) розташована на центральній площі Марктплац. Назва будівлі пов'язана з кольором стін - у Середні віки його фарбували бичачою кров'ю.
- Міський музей. Знаходиться на Марктплац в іншому старовинному особняку.
- Музей природи Форарльберг.
- Музей Інатура. Природничо-науковий музей з інтерактивною експозицією.
- Музей Роллс-Ройс, що містить найбільшу у світі колекцію вінтажних автомобілів Роллс-Ройс. Розташований у містечку Гютлі. Серед експонатів – автомобілі королів Великобританії Едуарда VII, Георга V, королеви-матері, Лоуренса Аравійського та іспанського диктатора Франка.

## Освіта
Навчальні заклади Дорнбірна включають Форарльберзький університет прикладних наук, дві загальноосвітні середні школи та вищий технічний професійний коледж (Höhere Technische Lehranstalt).
Університет прикладних наук Форарльберга (нім. Fachhochschule Vorarlberg) спочатку був заснований як школа технологій у 1989 році. У 1999 році він отримав статус офіційно визнаного університету. Наразі університет пропонує ступінь бакалавра та магістра у сферах бізнесу, інженерії та технології, дизайн та соціальна робота.

## Спорт
Серед найважливіших спортивних закладів міста є хокейна команда Дорнбірн. Бейсбольний та футбольний клуб Дорнбірн був заснований 1990 року.

## Населення
Статистика чисельності населення з 1869 по 2021 рік

## Відомі люди
- Івонн Мойсбургер (нар. 3 жовтня 1983) — колишня австрійська професійна тенісистка.
- Ева Пінкельніг (нар. 27 травня 1988) — австрійська стрибунка з трампліна.
- Таміра Пашек (нар. 6 грудня 1990) — австрійська тенісистка.

## Міста-партнери
Дорнбірн має 3 міста-побратими:
- Кечкемет, Угорщина (1998)
- Селеста, Франція (2006)
- Дюбюк, США (2011)

## Світлини

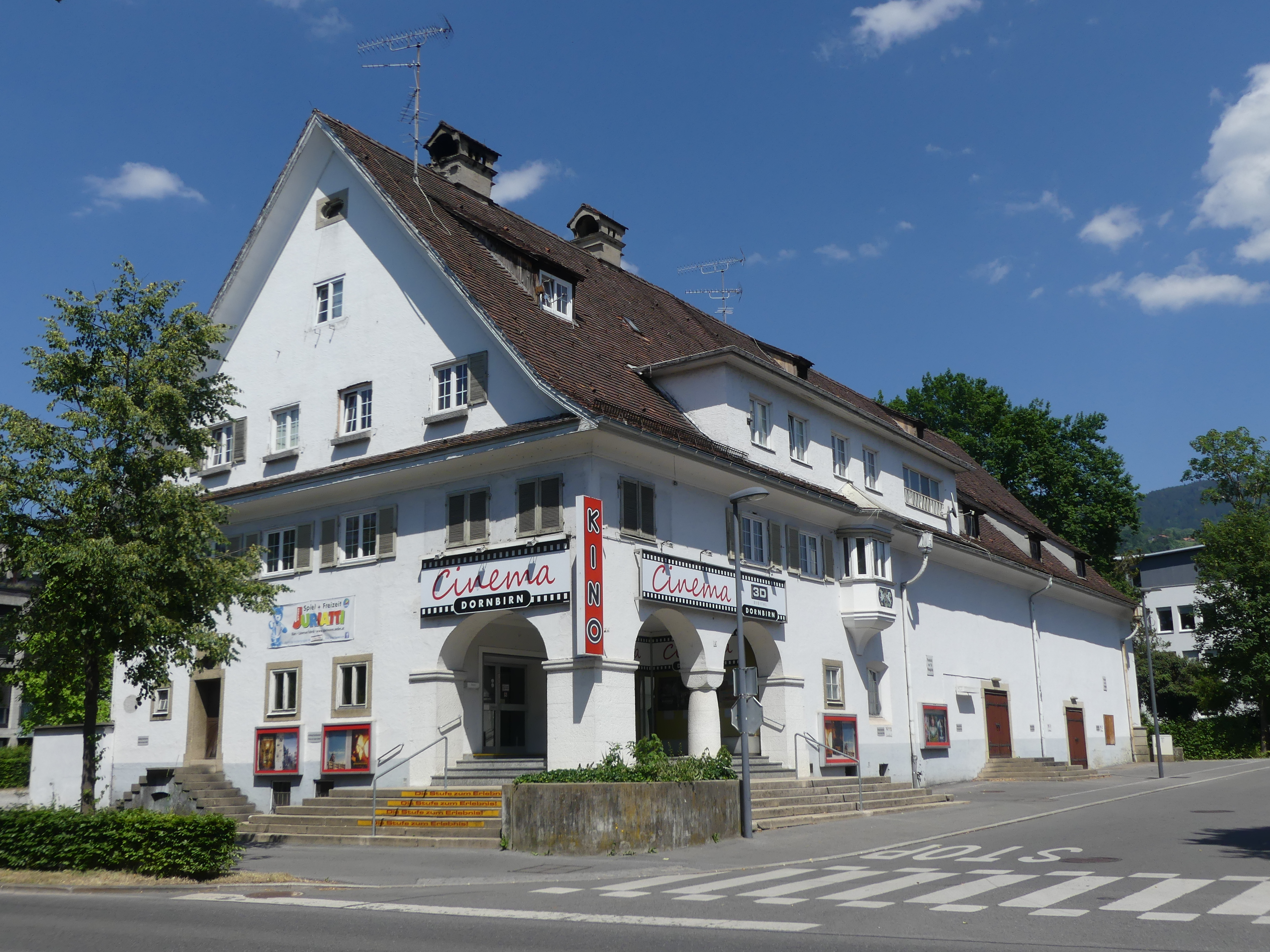
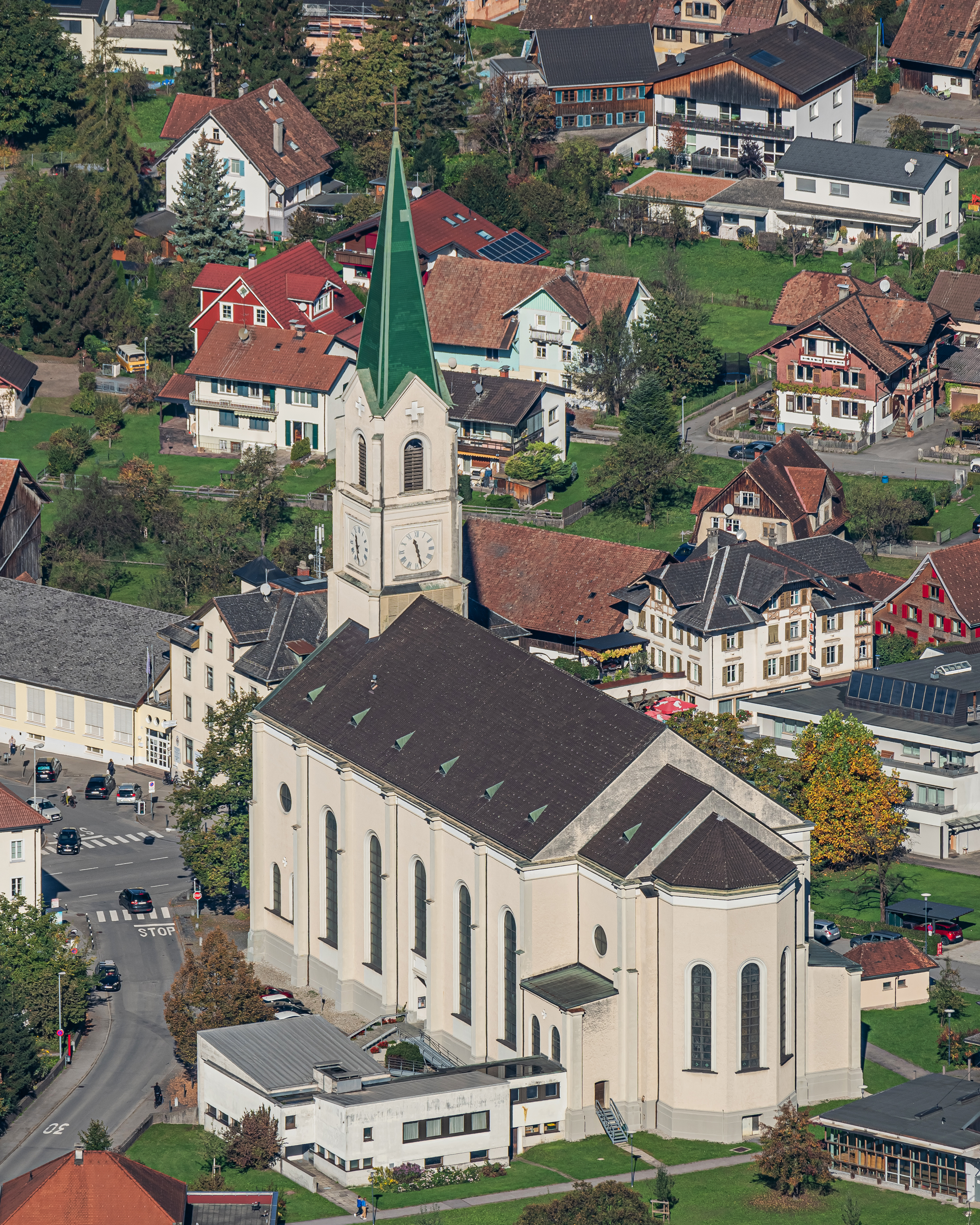
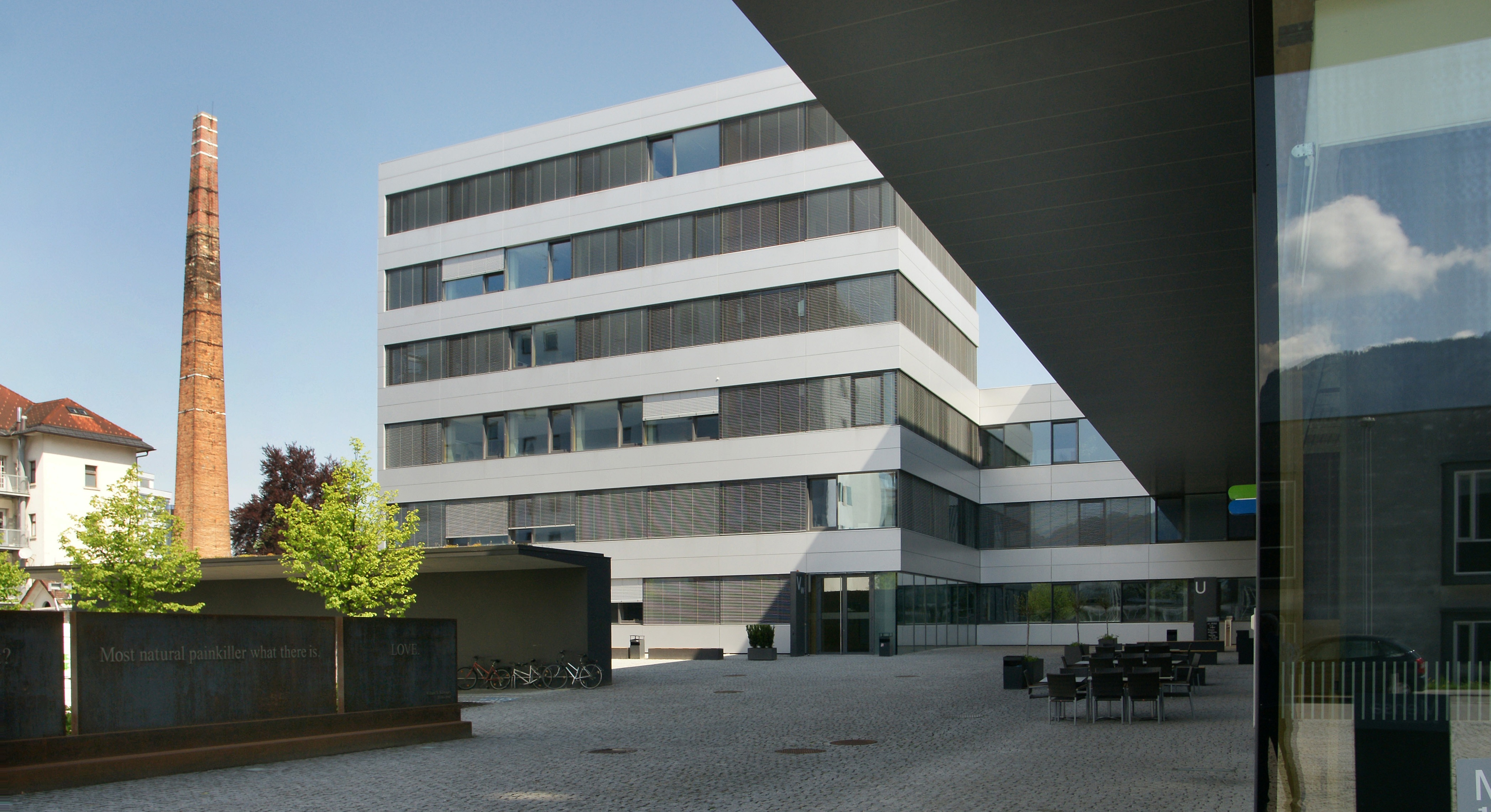
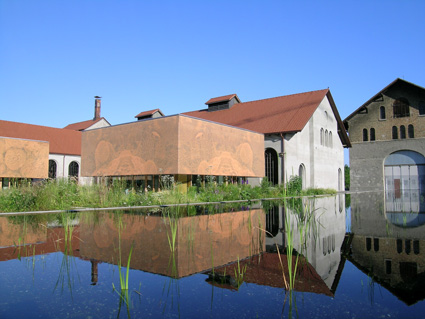
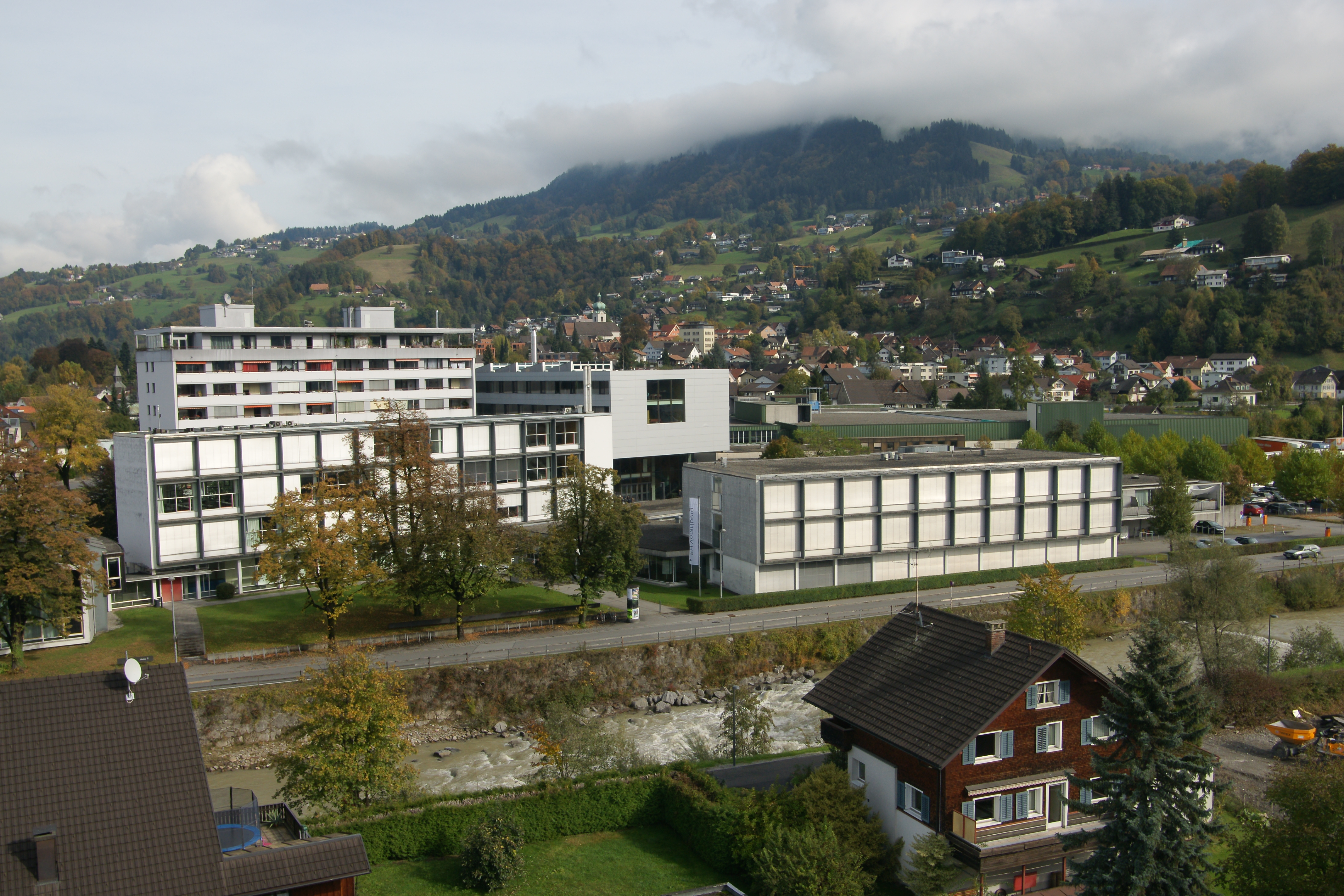
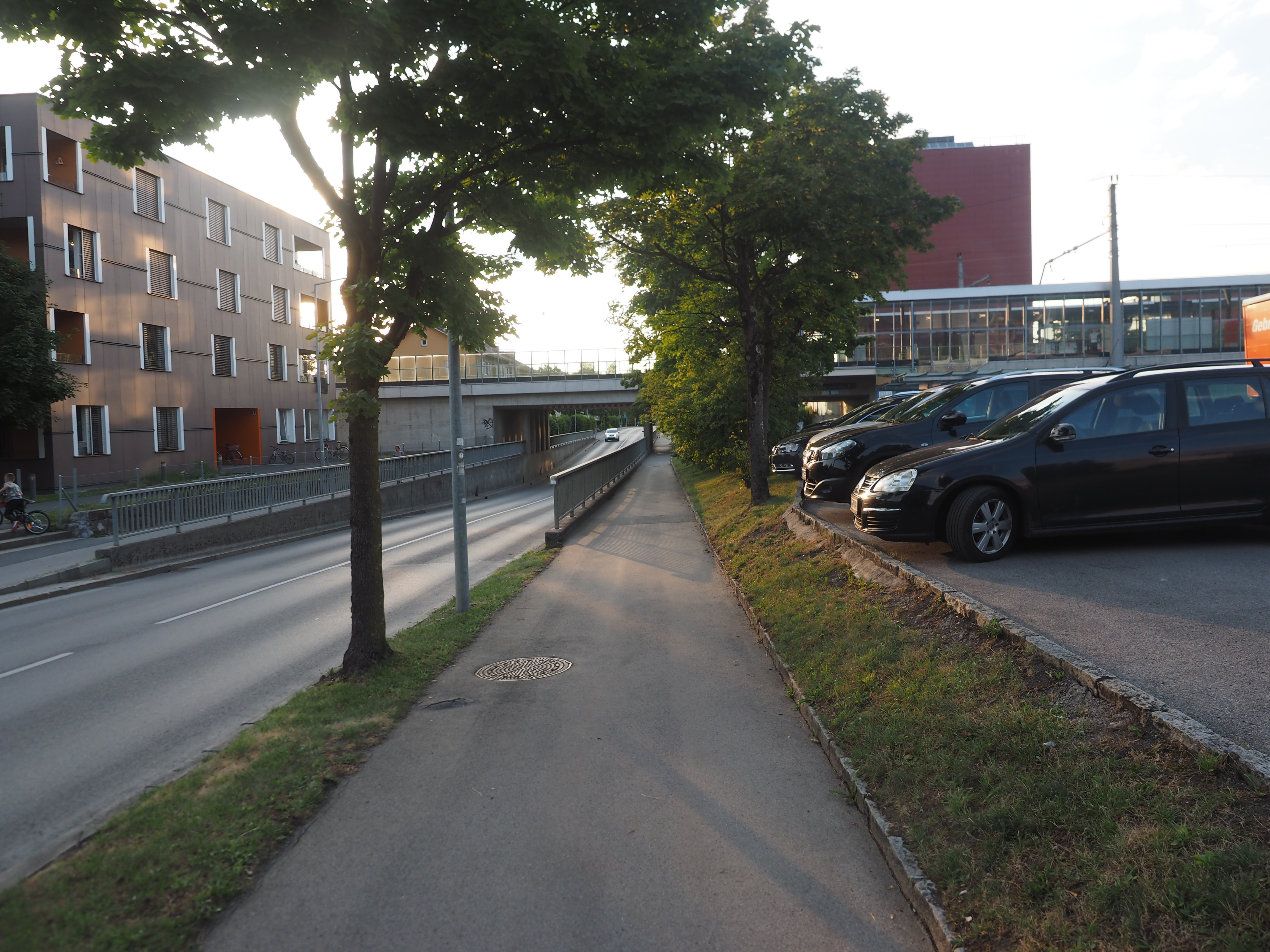
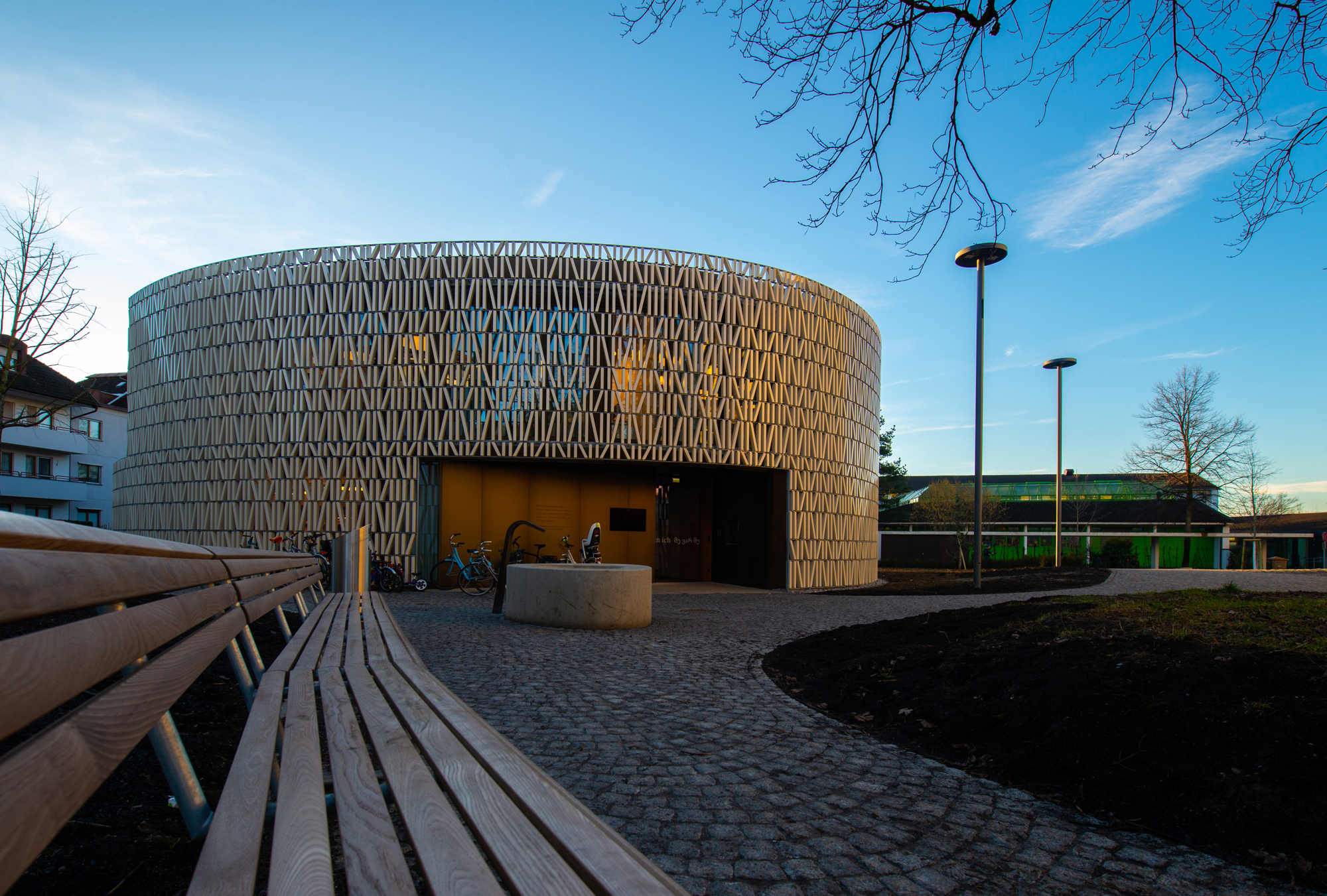
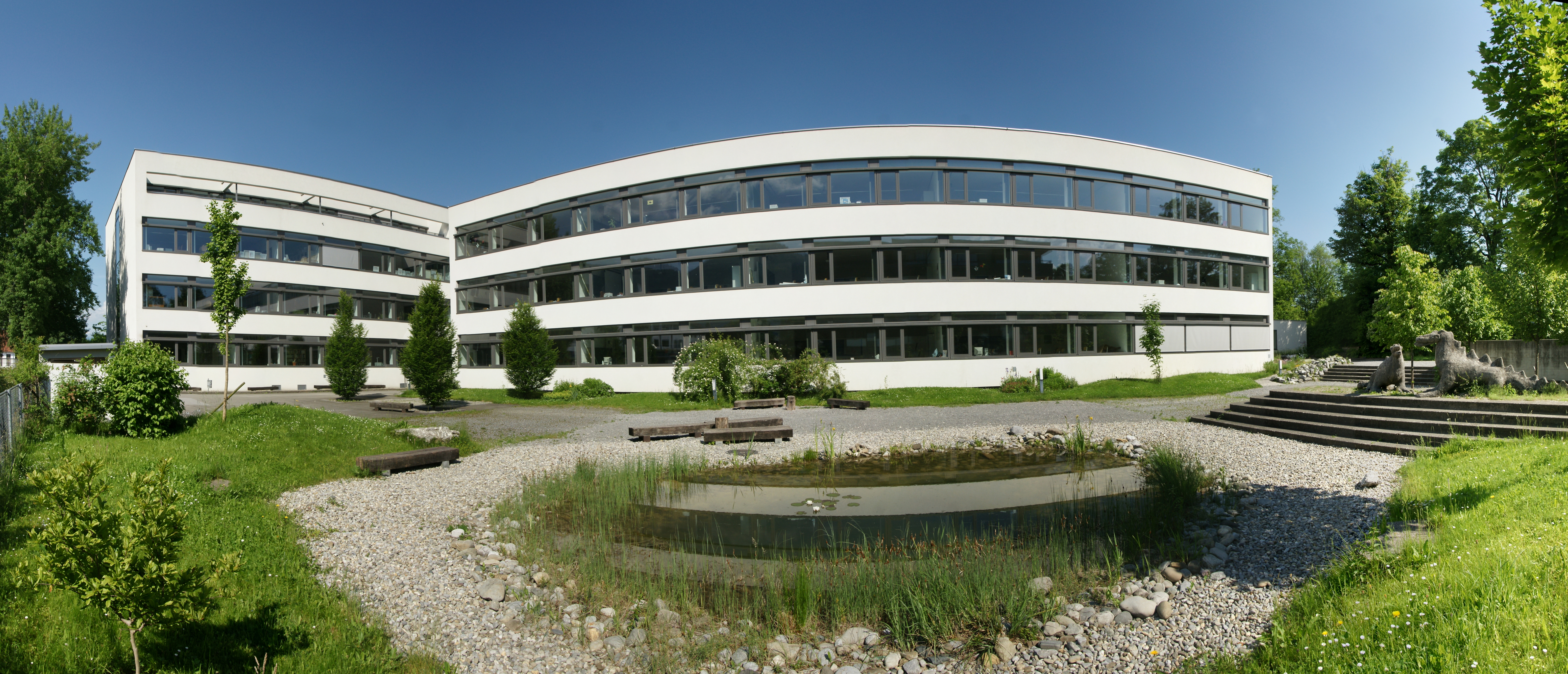
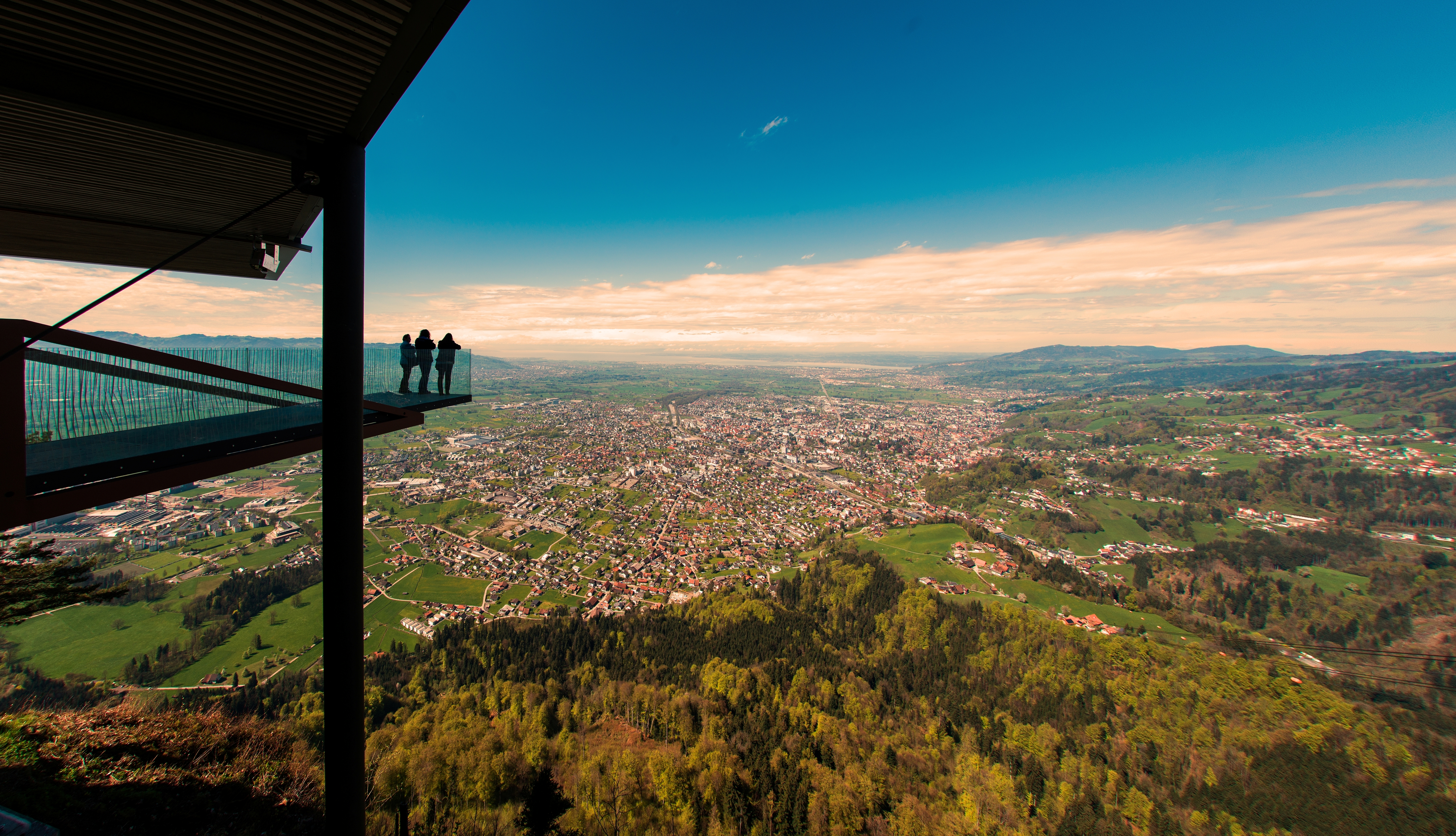